# Staniše
Staniše este o localitate din comuna Škofja Loka, Slovenia, cu o populație de 8 locuitori.